# John Lofland
John Lofland, né le 17 mars 1798 à Milford et mort le 22 janvier 1849 à Wilmington dans le Delaware, est un poète américain, surnommé le barde de Milford.

## Œuvres
- The Harp of Delaware, or, the Miscellaneous Poems of the Milford Bard (1828)
- The Poetical and Prose Writings of John Lofland, M.D., the Milford Bard (1846)